# بيتر دونكان (متزحلق جبال الألب)
بيتر دونكان هو متزحلق جبال الألب كندي، ولد في 25 يوليو 1944 في شيربروك في كندا.

## وصلات خارجية
- بيتر دونكان على موقع الاتحاد الدولي للتزلج (التزلج على المنحدرات الثلجية) (الإنجليزية)
- بيتر دونكان على موقع أوليمبيديا (الإنجليزية)
- بيتر دونكان على موقع قاعة كيبيك للمشاهير الرياضية (الفرنسية)